# Mustafa Pektemek
Mustafa Pektemek (Sakarya, 11 de agosto de 1988) é um futebolista turco que atua como atacante. Atualmente, joga pelo Beşiktaş. 